# コルネーリア魔法学園
『コルネーリア魔法学園』（コルネーリアまほうがくえん）は、2015年4月7日から10月6日までBayFMで毎週火曜深夜の24：30 - 24：54枠で放送されていたラジオ番組（アニラジ）。
パーソナリティは松風雅也と松下唯。

## 概要
「声優は物語に息を吹き込み人々の心を揺り動かす“魔法使い”そんな声の魔法使い達を育成する教育機関 『コルネーリア魔法学園』にようこそ。」というコンセプトで松風雅也と声の魔法講師(ゲスト声優)により松下唯が魔法講義など色々な授業を受け、松下と学園生(リスナー)が声の魔法(声優の技術)を学んでいく番組である。ゲストは第2回放送より出演し、2週連続で出演。放送中はCMが挿入されない。インターネット放送も行っており、ラジオにて本放送された直後の火曜25:00（水曜 深夜01：00）に更新され、ノーカットで配信される。当初は永続的に放送を続けていく予定であったが、第22回放送（2015年9月1日放送分）において第27回放送（2015年10月6日放送分）で放送終了となることが発表された。最終回ではパーソナリティの松風が挨拶をすると共に、後継番組『コルネリ工務店』が2016年4月5日24：30（4月6日00：30）より放送開始となる旨を告知した。なお、松下唯は当番組終了直後の11月30日をもって芸能界を引退しており、この番組が最後のラジオ出演となった。

## 主要コーナー
声の魔法講義（1限目）
声の魔法講師を呼び、声の魔法(声優の技術)を講義形式で教えてもらったあとに実演してもらい、その後、松下唯が実践する。
魔法のホームワーク（2限目）
リスナーからのメールを読む、採用されると学籍番号とともに公式サイトに掲載される。
滑舌の呪文（オープニング＆エンディング）
番組の冒頭とエンディングに行う、早口言葉を3回続けて喋るコーナー。冒頭でやったものをエンディングで再度行う。内容は松風が出題し、松下が挑戦する。第26回では学籍番号1番を与えられているリスナーが投稿した早口言葉が採用された。

## 声の魔法講師
番組では毎回、人気声優を声の魔法講師としてゲストに招く。ただし、第16・17回は声優以外のゲストだった。
| 放送回数 | 放送年 | 放送日   | 講師         | 備考                                                                               |
| -------- | ------ | -------- | ------------ | ---------------------------------------------------------------------------------- |
| 第01回   | 2015年 | 04月07日 | 松風雅也     | 松風は番組のパーソナリティであると同時にクラス担任という位置付けとなっている。     |
| 第02回   | 2015年 | 04月14日 | 堀内賢雄     |                                                                                    |
| 第03回   | 2015年 | 04月21日 | 堀内賢雄     |                                                                                    |
| 第04回   | 2015年 | 04月28日 | 野沢雅子     | 野沢は番組内において学園長という位置付けになっている。                             |
| 第05回   | 2015年 | 05月05日 | 野沢雅子     | 野沢は番組内において学園長という位置付けになっている。                             |
| 第06回   | 2015年 | 05月12日 | 大塚明夫     |                                                                                    |
| 第07回   | 2015年 | 05月19日 | 大塚明夫     |                                                                                    |
| 第08回   | 2015年 | 05月25日 | 神田朱未     |                                                                                    |
| 第09回   | 2015年 | 06月02日 | 神田朱未     |                                                                                    |
| 第10回   | 2015年 | 06月09日 | 山寺宏一     |                                                                                    |
| 第11回   | 2015年 | 06月16日 | 山寺宏一     |                                                                                    |
| 第12回   | 2015年 | 06月23日 | 木村珠莉     | 木村は当番組のリスナーでもあり、一般リスナーとして学籍番号「35」を与えられていた。 |
| 第13回   | 2015年 | 06月30日 | 木村珠莉     | 木村は当番組のリスナーでもあり、一般リスナーとして学籍番号「35」を与えられていた。 |
| 第14回   | 2015年 | 07月07日 | 伊藤静       |                                                                                    |
| 第15回   | 2015年 | 07月14日 | 伊藤静       |                                                                                    |
| 第16回   | 2015年 | 07月21日 | 明田川進     | 唯一の声優以外のゲスト（音響監督）                                                 |
| 第17回   | 2015年 | 07月28日 | 明田川進     | 唯一の声優以外のゲスト（音響監督）                                                 |
| 第18回   | 2015年 | 08月04日 | 森田成一     |                                                                                    |
| 第19回   | 2015年 | 08月11日 | 森田成一     |                                                                                    |
| 第20回   | 2015年 | 08月18日 | 森久保祥太郎 |                                                                                    |
| 第21回   | 2015年 | 08月25日 | 森久保祥太郎 |                                                                                    |
| 第22回   | 2015年 | 09月01日 | 草尾毅       |                                                                                    |
| 第23回   | 2015年 | 09月08日 | 草尾毅       |                                                                                    |
| 第24回   | 2015年 | 09月15日 | 立木文彦     |                                                                                    |
| 第25回   | 2015年 | 09月22日 | 立木文彦     |                                                                                    |
| 第26回   | 2015年 | 09月29日 | 古谷徹       | 番組最後のゲスト                                                                   |
| 第27回   | 2015年 | 10月06日 | 古谷徹       | 番組最後のゲスト                                                                   |

## 備考
この番組には、通常のアニラジにはあまりみられない特徴がいくつかある。
1. 番組そのものを「学園」をいうコンセプトで扱っているので、アシスタント出演である松下およびリスナーは「学園生」という位置付けになるが、出席番号制度が設けられており、投稿された内容が採用されると投稿したリスナーには出席番号が与えられる。
2. 出席番号を与えられたリスナーはデータ管理化され、番組公式サイトにて掲示（一般公表）される。
3. CMが挿入されない[5]。
4. 番組の放送終了直後にインターネットにてノーカットで配信される。
5. リスナーが招致してほしい声優をリクエストできる（ただし、第22回放送において第27回放送を以って番組の放送終了となることが発表されたため、廃企画となった）。

## イベント
- 公開録音イベント(2015年の秋ごろに開催予定であったが、番組の放送終了が決まったため、廃企画となった。)